# Aruwimifloden
Aruwimifloden (Swahili: Mto Aruwimi, fransk: Rivière Aruwimi) er en biflod til Congo-floden, beliggende nord og øst for Congo. :Vol.Two,214 
Aruwimi begynder som Iturifloden, der har sit udspring nær Albertsøen, på savannerne nord for Kibale-flodens vandskel. Den løber derefter mest mod sydvest, indtil den forbindes af Sharifloden, som kommer fra Bunia.
Ituri drejer derefter mod vest, gennem Ituriregnskoven, og bliver til Aruwimi, hvor Nepoko (eller Nepoki)-floden løber sammen med den, ved byen Bomili. Floden fortsætter mod vest og løber ud i Congofloden ved Basoko. Længden af Aruwimi er omkring 380 km. Aruwimi er omkring 1,5 km bred, hvor den løber ud i Congo.
Ituri/Aruwimis afvandingsområde er næsten udelukkende tæt skov, med kun en håndfuld landsbyer langs dens løb og krydset af nogle få veje. Kango-sproget (SIL-kode KZY) tales af flere tusinde landsbyboere lige syd for Avakubi, og de øvre dele af Ituri er beboet af Mbuti (pygmæer).
Aruwimi blev udforsket af Henry Morton Stanley under hans ekspedition i 1887 for at "redde" Emin Pasha. vandfaldene oven for Yambuya gjorde det umuligt at bruge floden til sejlads, og ekspeditionen måtte gå til lands, med enormt besvær.
Bifloder:
- Nepokofloden
- Lendafloden

Byer og bebyggelser:
- Bomaneh
- Mongandjo
- Yambuya
- Banalia
- Panga
- Bafwangbe
- Bomili
- Avakubi
- Teturi
- Bunia